# Витоль, Оке
Оке Рудольф Витоль (швед. Åke Rudolf Wihtol; 24 февраля 1924, Хельсинки — 7 октября 2002) — финский дипломат и политик; статс-секретарь Министерства иностранных дел Финляндии (1985—1991), ранее — чрезвычайный и полномочный посол Финляндии в Бельгии (1975—1981), а также посол Финляндии в Японии (1969—1971).

## Биография
В 1969 году был назначен чрезвычайным и полномочным послом Финляндии в Японии (и по совместительству на Филиппинах), после чего с 1971 года был заместителем начальника департамента в Министерстве иностранных дел Финляндии.
С 1972 года был назначен начальником департамента развития и сотрудничества МИД Финляндии.
С 1975 года назначен чрезвычайным и полномочным послом Финляндии в Бельгии (и по совместительству в Люксембурге).
С 1981 года на должности заместителя государственного секретаря (вопросы коммерческой политики), а с 1985 года — статс-секретарь МИД Финляндии.
Скончался 7 октября 2002 года.